# Mesa County
Mesa County is een county in de Amerikaanse staat Colorado.
De county heeft een landoppervlakte van 8.619 km² en telt 116.255 inwoners (volkstelling 2000). De hoofdplaats is Grand Junction.

## Bevolkingsontwikkeling

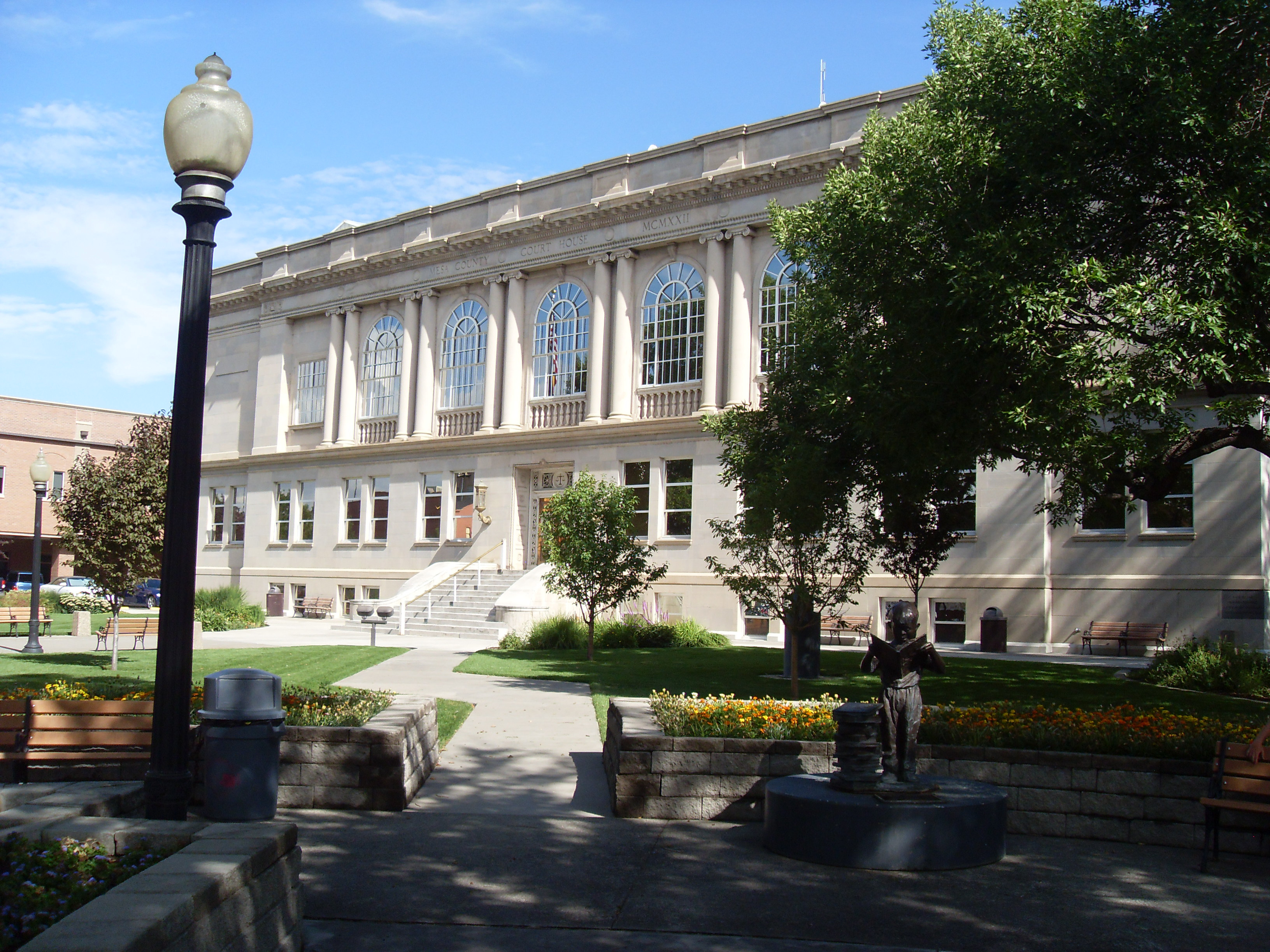
Mesa County Courthouse